# Asynapta phragmitis
Asynapta phragmitis är en tvåvingeart som först beskrevs av Giraud 1863.  Asynapta phragmitis ingår i släktet Asynapta och familjen gallmyggor. Inga underarter finns listade i Catalogue of Life.